# La Nou de Berguedà
La Nou de Berguedà è un comune spagnolo di 158 abitanti situato nella comunità autonoma della Catalogna.